# Butch Moore
Butch Moore (Dublin, 10 de janeiro de 1938 - 11 de abril de 2001), nome verdadeiro: James Augustine Moore" foi um cantor irlandês. Tornou-se famoso no seu país por ter feito a sua esteia do seu país no Festival Eurovisão da Canção 1965, tendo atraído grandes multidões. 
No Festival Eurovisão da Canção 1965, que teve lugar em Nápoles a 20 de março de 1965, interpretou o tema "Walking the Streets in the Rain". 
Ele esteve em várias bandas, antes de ficar na banda Capitol Showband em 1958. Esta banda era constituída além de Butch Moore, líder da banda, Des Kelly, e Paddy Cole, que ainda hoje está envolvido no mundo do showbusiness e o cantautor, Phil Coulter. 
A banda ganhou algum grau de sucesso nos ínícios doa anos 1960. Fizeram tournés pelos Estados Unidos da América em 1961, e dois primeiros foi a primeira banda a aparecer na nova RTÉ. A banda atuou no London Palladium em 1964, numa noite, em que atuou o famoso Roy Orbison. 
Moore como líder da da banda Capital Showband rivalizou com Brendan Bowyer da Royal Showband's como o voclista mais popular da Irlanda. Quando a sua carreira entrou em declínio, emigrou para os Estados Unidos da América em 1970, onde passou os últimos 31 anos da sua vida e onde faleceu vítima de uma ataque cardíaco. 
Butch Moore casou com a cantora irlandesa de baladas Maeve Mulvany em 1972, nos Estados Unidos da América. Os dois formaram o grupo conhecido como "Butch N Maeve" com mistura de baladas e pop. Ambos possuíram um pub no estado de Massachussets, batizado depois com uma canção deles "The Parting Glass". O casal teve três filhos. Butch faleceu em 2001 e Maeve morreu em 2004, ela planeou voltar para a Irlanda, onde ela comprara uma casa em Cormeen, Co. Meath.